# La novia siria
La novia siria (en inglés The Syrian Bride) es una película israelí del 2004, dirigida por Eran Riklis.

## Reparto
- Hiyam Abbas (Amal)
- Makram Khoury (Hammed)
- Clara Khoury (Mona)
- Ashraf Barhom (Marwan)
- Eyad Sheety (Hattem)
- Evelyn Kaplun (Evelina)
- Julie-Anne Roth (Jeanne)
- Adnan Tarabshi (Amin)
- Marlene Bajali (madre)
- Uri Gavriel (Simon)

## Argumento
Para Mona, el día de su boda es el más triste de su vida. Una vez que cruce la frontera entre Israel y Siria para casarse con la estrella de la televisión siria, Tallel, no podrá volver jamás con su familia en Majdal Shams, un pueblo druso bajo el control israelí en los Altos del Golán. La historia de Mona es una de fronteras físicas, mentales y emocionales y el deseo por cruzarlas. La historia de una familia separada por diferencias de tradición, políticas y prejuicios. En el Medio Oriente, una vez que se cruza una frontera, casi nunca hay forma de regresar. Y tras un largo día, la novia, su familia, el gobierno y los oficiales militares reunidos a ambos lados de la frontera encaran un futuro incierto: están atrapados en la tierra de nadie.

## Síntesis
Film que hace patente a través de un drama familiar relativamente privado el estado absurdo a que está sometida la población que sufre los conflictos sociopolíticos en Medio Oriente. El pueblo druso, islámico, habitante de las Alturas del Golán, territorio originalmente sirio pero ocupado por Israel desde 1967, carece de nacionalidad propia a causa del litigio, y su documento de identidad reza "nacionalidad indefinida", por ridículo que parezca. Los habitantes de esa zona se encuentran divididos entre quienes se oponen a la ocupación israelí y siguen ligados a Siria, y los colaboracionistas de Israel, con el agravante de que cuando un miembro de esa población indefinida atraviesa la frontera para ir a vivir a Siria o a Israel, tiene prohibido el reingreso a la zona. La película realza la absurda posición de los 2 países frente a su conflicto.

## Trama
Este mundo fracturado está reflejado en la historia de una familia cuya hija menor va a casarse con un pariente que no conoce, y que vive en Siria. Para festejar la boda y despedir a la novia se reúne la familia en el hogar, cuyo patriarca es un rebelde combativo que está siendo observado por la policía israelí. Uno de sus hijos lleva adelante difusos "negocios" en Italia; el otro ha violado los mandatos del clan al unirse a una extraña, vive en Rusia y es considerado un paria, mientras que la hija mayor, verdadera protagonista del drama, es una rebelde que no acata las tradiciones y lucha por los derechos de la mujer en una sociedad represiva. La interpreta Hiam Abbass, a quien acabamos de ver en El paraíso ahora como la madre de uno de los suicidas.
La película es una versión árabe de las comedias costumbristas de casamiento, sólo que en este caso particular deriva hacia el melodrama. El guion escrito por el director israelí Eran Riklis y la periodista y documentalista palestina Suha Arraf tiene un evidente fin didáctico y baja línea sobre una realidad política y social tan dolorosa como absurda. La película se inscribe en la nueva corriente del cine israelí que dirige una mirada crítica sobre la conducta de Israel hacia los árabes que viven en su territorio (es el caso de Close To Home y los documentales El muro, 5 Días, Zero Degrees Of Separation, Ruta 181 y la obra de Eyal Sivan, todos films vistos en los últimos festivales, y la recientemente estrenada Caminando sobre el agua).
Resulta demasiado ambicioso pretender resumir toda la dimensión del conflicto y sus consecuencias tan complejas en un solo film. Este no logra sostener la tensión dramática ni por otra parte evitar los lugares comunes, y cae en estereotipos: padre y marido rígidos, nieta enamorada de un muchacho del bando opuesto, hermano tarambana pero de buen corazón, mujer rebelde frente a un marido conservador, las disputas y las reconciliaciones familiares, y la incapacidad de las Naciones Unidas para solucionar un enredo político y burocrático que somete a una familia. Gruesa parábola de una situación política que trasciende a toda Asia Menor.
- Datos: Q1219572
- Multimedia: The Syrian Bride / Q1219572